# Aviré
Aviré korábbi község Franciaország Loire mente régiójában, Maine-et-Loire megyében. 2016. december 15-én tizennégy másik korábbi községgel egyesült és Segré-en-Anjou Bleu új község része lett.
Lakosainak száma 516 fő (2018. január 1.). Aviré La Ferrière-de-Flée, Louvaines, Montguillon, Saint-Martin-du-Bois és Saint-Sauveur-de-Flée községekkel határos.

## Népesség
A település népességének változása:
| Lakosok száma | 407  | 370  | 405  | 433  | 421  | 465  | 483  | 496  | 497  | 516  |
|               | 1968 | 1975 | 1982 | 1990 | 1999 | 2011 | 2013 | 2015 | 2017 | 2018 |